# Acordo sino-paquistanês
Acordo sino-paquistanês (também conhecido como Acordo de Fronteira Sino-Paquistanês ou Acordo China-Paquistão) é um documento de 1963 entre os governos do Paquistão e da China que estabeleceu a fronteira entre esses países. Isso resultou na China cedendo mais de 1.942 quilômetros quadrados (750 sq mi) para o Paquistão e o Paquistão reconhecendo a soberania chinesa ao longo de centenas de quilômetros quadrados da região ao norte da Caxemira e Ladaque. O acordo é controverso, não reconhecido como legal pela Índia, que também reivindica a soberania sobre parte do território. Além de aumentar as tensões com a Índia, o acordo alterou o equilíbrio da Guerra Fria, trazendo o Paquistão e a China mais próximos, enquanto que afrouxou os vínculos entre o Paquistão e os Estados Unidos.[carece de fontes?]

## Significado
O acordo foi moderadamente vantajoso economicamente para o Paquistão, que recebeu campos de pastagem na transação, porém teve muito mais importância política, já que ambos diminuíram risco de conflito entre a China e o Paquistão e, como indicou Syed, "colocou a China formalmente e firmemente em registro como mantendo que a Caxemira não era, até então, pertencente à Índia".  A Índia não reconhece o acordo, sob o qual a China detém 5.180 quilômetros quadrados (2.000 sq mi) no norte da Caxemira, como legal.  A Time, informando sobre o assunto em 1963, expressou a opinião de que, ao assinar o acordo, o Paquistão teve ainda "esmaecida as esperanças de solução" do conflito na Caxemira entre o Paquistão e a Índia. 
De acordo com a Jane's International Defence Review, o acordo também teve importância na Guerra Fria, uma vez que o Paquistão tinha vínculos com os Estados Unidos e era membro da Organização do Tratado Central e da Organização do Tratado do Sudeste Asiático. O acordo era parte de uma estratégia global de  estreitamento da associação da China com o Paquistão, que resultaria no afastamento do Paquistão dos Estados Unidos.  Após a definição das fronteiras, os dois países também entraram em acordos com respeito ao comércio e viagens aéreas, o último dos quais foi o primeiro acordo internacional que a China entrou com um país que não fosse comunista. 